# Emma Tusell
Pour les articles homonymes, voir Tusell.
Emma Tusell (née en 1980 à  Madrid) est une réalisatrice et monteuse de cinéma de nationalité espagnole.

## Biographie
Emma Tusell a notamment travaillé comme monteuse pour CNN international, ainsi que pour l’école cubaine de cinéma de Santiago de los Baño.

## Filmographie
Comme réalisatrice
- 1998 : Añoro - court-métrage de fiction
- 1999 : Musarañas - court-métrage de fiction
- 2003 : La vida sigue igual - documentaire
- 2006 : La Chambre d'Elías - long métrage
- 2018 : Tiempo después